# أتسوشي أراي
أتسوشي أراي (باليابانية: 荒井陸) هو لاعب كرة الماء ياباني، ولد في 3 فبراير 1994 في تاكاتسو-كو في اليابان.

## وصلات خارجية
- أتسوشي أراي على موقع الاتحاد الدولي للسباحة (الإنجليزية)
- أتسوشي أراي على موقع اللجنة الأولمبية الدولية (الإنجليزية)
- أتسوشي أراي على موقع أوليمبيديا (الإنجليزية)